# Bollar
Bollar es un barrio español del municipio de Ereño, perteneciente a la provincia de Vizcaya, en la comunidad autónoma del País Vasco. Integra la entidad de población de Akorda-Bollar.

## Historia
Hacia finales del siglo XIX, el lugar, ya por entonces perteneciente a Ereño, tenía contabilizada una población de alrededor de una treintena de habitantes. Aparece descrito en el segundo volumen del Diccionario geográfico, estadístico, histórico, biográfico, postal, municipal, marítimo y eclesiástico de España y sus posesiones de ultramar de Pablo Riera y Sans con las siguientes palabras:

BOLLAR.—B. agreg. al ayunt. de Ereño, cuya casa consitorial está en la A. I. de Céas de Ereño, que forma parte de este ayunt. y de la que dista el b. que describimos 1'3 k. Cuenta sobre unos 30 hab. y 9 edif., de los que 2 están inhabitados. — Org. civ. Corresponde á la prov. de Vizcaya, al 5.º dist. de su part. jud. para las elecciones de diputados provinciales y al dist. de Guernica para las de Córtes. — Org. mil. C. G. de las Provincias Vascongadas y C. M. de Vizcaya.—Org. ecle. Pertenece á la misma dióc. y arciprestazgo que su municipio. — Org. jud. Forma parte del part. jud. de Guernica y con él está sujeto á la aud. territ. de Búrgos. — Org. econ. Para el pago de contr. depende, con su ayunt., de la admon. econ. de su prov. — S. púb. Recibe y emite la corr. por cn. de Bilbao á Zumárraga y Galdácano á Berméo y pt. de Guernica. — Ob. púb. y med. de com. Para sus transportes y com. se sirve de los mismos caminos de que dispone su municipio.—Art. of. ind. Su única ind. es la agricultura. — Pob. La forma el corto número de casas que queda dicho.—Sit. geog. y top. (Véase el artículo referente á su ayunt.).
(Riera y Sans, 1882, p. 820)

En la actualidad, forma parte de la entidad de población de Akorda-Bollar.